# Lucius Valerius Messalla Apollinaris
Lucius Valerius Messalla Apollinaris (fl. 214-235/236) est un homme politique de l'Empire romain.

## Vie
Fils de Lucius Valerius Messalla Thrasea Paetus et de sa femme Coelia Balbina.
Il est consul en 214 et proconsul d'Asie autour de 235/236.
Il s'est marié avec Claudia Acilia Priscilliana, fille de Tiberius Claudius Cleobulus et de sa femme Acilia Frestana. Ils ont eu pour fils Lucius Valerius Claudius Acilius Priscillianus Maximus.